# Иван Сарјановић
Иван Сарјановић (Београд, 30. април 1949) је бивши југословенски и српски кошаркаш и лекар. Највећи део кошаркашке каријере провео је у Црвеној звезди, а кратко време био је и кошаркашки тренер.
Као лекар радио је у Италији, Словенији, Малти и Сједињеним Америчким Државама. Ожељен је Људмилом са којом има двоје деце.

## Каријера

### Медицинска каријера
Сарјановић је магистрирао медицину на Универзитету у Београду 1981. године. Такође, дипломирао је медицину на Политехничком универзитету Марке у Анкони, Италија и Универзитету у Љубљани. Сарјановић је као лекар радио на Малти, у Словенији, Италији и Сједињеним Државама (Хјустон, Тексас).
Такође, Шарјановић је био спортски лекар кошаркаша Црвене звезде и кошаркашке репрезентације Југославије.

### Спортска каријера
Већи део играчке каријере Сарјановић је провео у Црвеној звезди, где је играо од 1967. до 1976. године. Тада су му саиграчи били Зоран Славнић, Драган Капичић, Љубодраг Симоновић, Драгиша Вучинић, Владимир Цветковић и Горан Ракочевић. Са њима је освојио два национална првенства, три национална купа и Куп Рајмунда Сапорте 1974. године.
После одслужења војног рока 1977. године, потписао је за Јагодину и тамо одиграо четири сезоне. Последњу утакмицу за Јагодину имао је против своје бивше екипе Црвене звезде на Купу Југославије 1981. године. Касније је Sарјановић неколико пута био у кошаркашким тимовима у којима је радио као лекар.
Сарјановић је био члан јуниорске репрезентације Југославије која је освојила сребрну медаљу на Европском првенству за мушкарце 1968. у Вигоу у Шпанији. Током пет турнирских утакмица, просечно је постизао 4,8 поена по утакмици.

## Награде и трофеји
- Куп Рајмунда Сапорте : 1 (са Црвеном звездом : 1973/74.).
- Прва лига Југославије : 2 (са Црвеном звездом : 1968/69 и 1971/72.).
- Куп Југославије : 3 (са Црвеном звездом : 1970/71, 1972/73, 1974/75)